# CPU cache
CPU cache je hardwarová mezipaměť, kterou používá centrální procesorová jednotka (CPU) počítače ke snížení průměrných nákladů (času nebo energie) na přístup k datům z hlavní paměti. Jedná se o typ cache, který je implementován v SRAM. Procesorová mezipaměť je menší, rychlejší paměť, umístěná blíže k jádru procesoru, která uchovává kopie dat z často používaných míst hlavní paměti. Většina procesorů má hierarchii několika úrovní mezipaměti (L1, L2, často L3 a zřídka i L4). Použití víceúrovňové hierarchie cache zkracuje průměrnou přístupovou dobu do hlavní paměti.